# چینتانو
چینتانو (به ایتالیایی: Cintano) یک کومونه در ایتالیا است که در استان تورین واقع شده‌است.

## خصوصیات
چینتانو ۴٫۹ کیلومترمربع مساحت و ۲۶۴ نفر جمعیت دارد و ۶۴۶ متر بالاتر از سطح دریا واقع شده‌است.